# Жетыбай (месторождение)
Жетыбай — крупное нефтегазоконденсатное месторождение в Мангистауской области Казахстана, на полуострове Мангышлак. Относится к Южно-Мангыстауской нефтегазоносной области. Центр добычи — город Актау. В 20 км к северу находится Айрантакырское нефтяное месторождение.
Месторождение Жетыбай открыто 5 июля 1961 года, а в 1967 году на скважине № 6 была получена первая мангыстауская нефть.
Масштабное освоение началось в 1969 году. Залежи на глубине 1,7 — 2,4 км. Начальный дебит скважин 2 — 130 т/сут. Плотность нефти 0,85 — 0,86 г/см³. Нефть Жетыбая легкая и средняя по плотности 830—870 кг/м³, смолистая 4,53-15,5 %, высокопарафинистая 17,2-25 %, малосернистая 0,2-0,28 %. Содержание асфальтенов колеблется от 0,9 до 3,4 %.
Месторождение находится в поздней стадии разработки. Для увеличения добычи нефти применяются различные технологии, например ГРП, различные СКО и ЭКВ и т. д. Геологические запасы нефти составляют 345 млн тонн, остаточные запасы нефти составляют 68 млн тонн.
В настоящее время разработку месторождения ведёт казахская нефтяная компания ОАО «Мангистаумунайгаз» и его ПУ Жетыбаймунайгаз. Добыча нефти 2010 году составила 1,12 млн тонн.
ПУ Жетыбаймунайгаз разделён на цеха, которые разрабатывают месторождение, там имеются добывающие цеха (ЦДНГ), цеха, которые закачивают воду в пласт (ЦППД), исследовательские цеха (ЦНИПР), цех, который перерабатывает сырую нефть в товарную (ЦППН) и другие.